# Rarahu (planetka)
(1148) Rarahu je planetka s průměrem 31 km, kterou objevil Alexandr Dejč 5. července 1929.
Planetka je pojmenována po postavě románu Pierra Lotiho.